# Bellaguntha
Bellaguntha là một thị xã và là nơi đặt ủy ban khu vực quy hoạch (notified area committee) của quận Ganjam thuộc bang Orissa, Ấn Độ.

## Nhân khẩu
Theo điều tra dân số năm 2001 của Ấn Độ, Bellaguntha có dân số 9961 người. Phái nam chiếm 49% tổng số dân và phái nữ chiếm 51%. Bellaguntha có tỷ lệ 67% biết đọc biết viết, cao hơn tỷ lệ trung bình toàn quốc là 59,5%: tỷ lệ cho phái nam là 75%, và tỷ lệ cho phái nữ là 59%. Tại Bellaguntha, 13% dân số nhỏ hơn 6 tuổi.